# 廣應廟
22°30′24″N 120°23′11″E / 22.506794°N 120.386447°E
廣應廟，又稱林園王公廟，是位於臺灣高雄市林園區廣應里的謝府王爺廟，祭祀圈達林園區的十三個里。

## 歷史沿革
林園區規模最大的廣應廟，建於乾隆五十二年（1787年），初期為小廟。廟名又稱「林園王公廟」。廟有一口稱為「王公祖龍井」的古井，終年不乾，根據耆老相傳建廟時井就存在，相傳與林半仙劈鑿、今為海軍陸戰隊99旅營區的靈泉池屬於同一水脈。嘉慶年間廟身改建，才以石頭建造，並設有「廣應廟」牌匾保留至今。水井也因廟宇不斷擴建才進入廟中，後來又在廟外開鑿另座井使用。
皇民化運動時，廟身改為儲糧所，居民為避免謝府王公神像遭破壞，所以將王公祖、王公媽神像改放到駱駝山的蝙蝠洞內，夜間或下雨才迎回林園黃姓家族中。

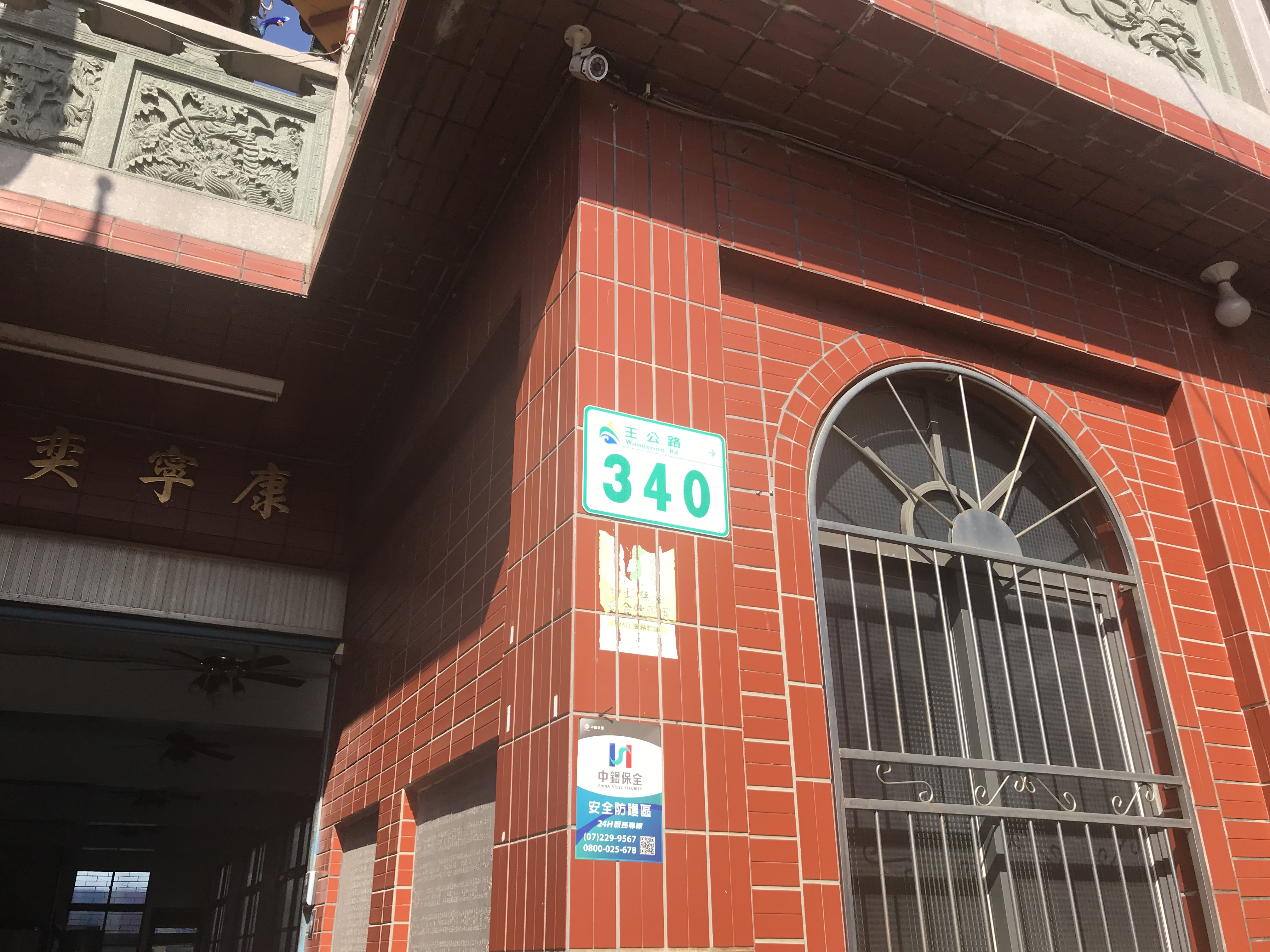
門牌為王公路340號。

1980年代末再改建。

## 祭祀活動
主祀的謝府王公，即淝水之戰時擔任征討大將軍的謝安，並令胞弟謝石為大元帥、姪謝玄為二元帥。
此廟為林園區公廟。祭祀範圍以此廟為中心，原有九個村落，後因行政區調整，已改為四角頭十三村。十三個村落有中門、頂厝、港埔、港嘴、西溪、文賢、東林、仁愛、林園、王公、廣應、林家及龔厝等村。其中頂厝有先鋒廟，其主神為廣應廟謝府二元帥的先鋒，為當地漳州裔周黃雙姓居民的家神。
傳說道光二年（1822年）信眾倡議首次祈安清醮，急需七頂輦轎，卻找不到適合材料，適逢農曆十一月二十六日謝府王公聖誕，漁民夜間看到海面光芒四射，前往發現是一塊大木材。王公祖當夜託夢漁民，告知木材為製作輦轎的材料，經丈量有直徑四尺、長三十三尺，廟方委託唐山名家雕成七頂輦轎後，木料不剩不減，每年王公聖誕前後十天，烏魚成群南游「拜壽」，漁民因慷慨捐獻木材而日進斗金。廟方只在王公聖誕或作醮時才會將這七頂輦轎亮相。
1998年，吳光訓競選立委，豬哥亮許願如果吳立委當選，將打造金帽還願。順利當選時，豬哥亮就花卅萬元打造一台斤純金的王爺帽。廟方平日都收藏在銀行保險箱內，只有每年農曆一月出巡時，才拿出來請王爺配。後來被誤會該帽是豬哥亮為車禍重傷的女兒謝金燕還願所贈。

## 外部連結
- 官方网站